# Stop the Clocks
Stop the Clocks é o primeiro álbum de grandes êxitos da banda britânica de rock Oasis, lançado em 20 de novembro de 2006. O álbum duplo é composto por nove canções em cada CD, reunindo 18 faixas mais populares do grupo escolhidas por Noel Gallagher — apesar do título, a canção homônima "Stop the Clocks" não está presente no álbum. Em meio a especulações, a gravadora Sony BMG publicou que a banda havia anunciado a lista completa de canções que iriam compor o material, reunindo hits de todos os álbuns de estúdio — à exceção de Be Here Now (1997). O material fotográfico teve a participação do artista plástico britânico Peter Blake. 
De modo geral, recebeu avaliações favoráveis dos críticos musicais. O álbum esteve presente em 16 paradas musicais diferentes, liderando o ranking no Japão e Escócia. No Reino Unido, vendeu mais de 50 mil unidades somente no primeiro dia, 216 mil na primeira semana. Até o fim daquele ano, havia vendido aproximadamente 900 mil exemplares e 1,5 milhão no total, tornando-se o sétimo álbum mais comercializado do país. Nos Estados Unidos, estreou na 89.ª posição pela Billboard 200 — inicialmente com 18 mil unidades vendidas. Mundialmente, mais de 2,5 milhões de cópias foram comercializadas.

## Antecedentes e desenvolvimento
O álbum foi produzido devido ao término de contrato do Oasis com a Sony BMG. Noel Gallagher havia dito que não produziria nenhuma coletânea a não ser que os membros da banda se separassem. Após muita especulação, a gravadora publicou que o grupo tinha anunciado a lista definitiva de canções que iriam compor a coletânea musical.
Para enfrentar a preocupação dos fãs com a possibilidade da banda se separar naquele período, notas de imprensa publicavam que o álbum confirmava "apenas um período sabático antes de começarem a trabalhar em um novo material [...] Como tal, não é um ponto final, mas apenas um tempo limite — um set list de sonhos e uma chance para o mundo rever a imensa contribuição que o Oasis fez e continua a fazer para o rock'n'roll." Em sua divulgação, lançaram o documentário Lord Don't Slow Me Down (2007), gravado durante a turnê Don't Believe the Truth Tour e pré-lançado, em novembro de 2006, com uma seleção de fotos vencedoras dos concursos de fãs e de imprensa — todos relacionados à turnê; foi transmitido pelo Channel 4, no Reino Unido.

## Capa e encarte
Tanto a capa do álbum quanto do EP foram desenhadas por Peter Blake — conhecido pelos encartes dos álbuns Sgt. Pepper's Lonely Hearts Club Band (1967), dos Beatles; Face Dances (1981), de The Who; Stanley Road (1995), de Paul Weller; Me and Mr. Johnson (2004), de Eric Clapton e vários outros. Os elementos visuais foram escolhidos de forma aleatória por Blake, mas as capas de Sgt. Pepper's e Definitely Maybe serviram de inspiração. Blake descreveu seu processo criativo e afirmou: "É usar o mistério de Definitely Maybe e levá-lo adiante." Ícones culturais podem ser vistos nas capas, incluindo Dorothy Gale, personagem do conto The Wonderful Wizard of Oz (1900); Charles Manson substituiu a imagem original de Marilyn Monroe — que não poderia ser usada por razões legais; e Snow White and the Seven Dwarfs (1937).
Após dez anos do lançamento, Thomas Smith, editor da NME, recordou ao público mais jovem, que não presenciou o auge do Oasis, alguns colecionáveis da banda. Publicou uma postagem de Robert "Rob" Fiddaman, em que menciona adquirir "um alvo de dardos exclusivo, criado para o lançamento de 'Stop the Clocks'" — em alusão ao alvo de dardos presente na capa do álbum; Smith finalizou: "pouquíssimos foram produzidos, então tê-lo em mãos pode ser quase impossível. As unidades são anunciadas por cerca de 500 libras."

## Conteúdo e lançamento
O álbum concentra principalmente os singles lançados nos dois primeiros álbuns de estúdio da banda — Definitely Maybe (1994) e (What's the Story) Morning Glory? (1995) —, com cinco canções de cada álbum, lados B e a inclusão de quatro da coletânea The Masterplan (1998). Respectivamente, uma música é creditada de Standing on the Shoulder of Giants (2000) e Heathen Chemistry (2002) na compilação, e duas de Don't Believe the Truth (2005). Em contrapartida, não há nenhuma canção do álbum Be Here Now (1997).
Apesar do álbum se chamar Stop the Clocks, a canção homônima não foi inserida. Em entrevista, Noel esclareceu que a alegação do irmão ao afirmar que tinha "roubado duas canções" — sendo elas "I Wanna Live the Dream (In My Record Machine)" e "Stop the Clocks" — para o álbum era uma inverdade. Após a dissolução do grupo em 2009, as músicas foram lançadas no álbum de estreia (2011) da banda Noel Gallagher's High Flying Birds.
Em uma entrevista à NME, Noel afirma que juntou as faixas musicais do álbum e que havia oito canções que "deveriam estar lá, mas não estão." Ele explicou que sua ideia original era de doze faixas, mas depois ficou satisfeito ao ver um set list de trinta músicas. Em entrevista à BBC Radio 1 e depois ao The Sun, Liam Gallagher, afirmou que estava feliz com as canções escolhidas, acrescentando que também adicionaria as canções "D'You Know What I Mean?" e "Rockin' Chair". Apesar de Noel admitir ter intenção de incluir "D'You Know What I Mean?" na coletânea, percebeu que sua "longa duração atrapalharia a 'fluidez' do álbum." Em julho de 2009, foi lançada uma edição japonesa com adição de duas faixas bônus: "Roll with It" e "Let There Be Love". A pedidos da HMV, foi lançado um DVD com duas faixas ao vivo das canções "Fade Away" e "Champagne Supernova" — com participação de John Squire em agosto de 1996. Uma semana antes da coletânea ser lançada, foi liberado um EP de quatro faixas.
Quatro lados B foram inseridos da coletânea The Masterplan (1998), todos escritos por Noel. A canção "Talk Tonight" faz parte de "Some Might Say", produzido por Owen Morris — tocada no vídeo Live by the Sea (1995), no teatro Cliffs Pavilion. "The Masterplan" foi lançada originalmente a partir de "Wonderwall", produzida por Owen Morris. "Acquiesce" também é inserida como lado B de "Some Might Say", lançada em Live by the Sea (1995), ...There and Then (1996) e no documentário. Por fim, "Half the World Away" — lado B de "Whatever" — faz parte do vídeo ...There and Then e da edição de luxo de Time Flies... 1994-2009.

## Recepção musical
| Críticas profissionais | Críticas profissionais |
| Avaliações da crítica  | Avaliações da crítica  |
| Fonte                  | Avaliação              |
| ---------------------- | ---------------------- |
| Allmusic               | [ 36 ]                 |
| Robert Christgau       | B+                     |
| NME                    | [ 38 ]                 |
| PopMatters             | 7/10                   |
| Pitchfork Media        | 6,5/10                 |
| Slant Magazine         | [ 41 ]                 |
| Uncut                  | [ 42 ]                 |

Stop the Clocks recebeu avaliações favoráveis da crítica. Em uma revisão de dez estrelas, a NME alegou que o álbum "é uma compilação impecável por uma banda cheia de falhas." Afirmou também que "enquanto não há um argumento que diga poder haver mais de vinte grandes canções inseridas a este álbum, 'Whatever', 'Cast No Shadow' e 'Bring It on Down' não seriam dignas de serem incluídas no álbum [...] pois como prometido inicialmente, a banda nunca liberou os hits e lados B que marcassem sua história mundialmente." Apesar de não ter sido avaliado pela Chicago Tribune, Blair R. Fischer afirmou que "a banda britpop lança seu primeiro álbum Best of, sendo uma coleção de esquisitices."
Em uma revisão de 4,5 estrelas, o crítico Stephen Thomas Erlewine da Allmusic, afirma que "tais ressentimentos são típicos dos Gallagher's, como também do próprio Oasis em si — que na época do lançamento de Stop the Clocks, tinha apenas seu irmão Liam como membro remanescente desde a formação original; e outra é a exclusão de 'Whatever', presumidamente omitida, pois caso estivesse presente, a banda teria que desembolsar royalties a Neil Innes — um dos compositores da canção." Entretanto, Stephen observou que "mesmo sem a presença deste e de outros singles bons, como 'Shakermaker' e 'The Hindu Times', o álbum funciona em seu nível mais básico: oferece uma excelente introdução do grupo em seu auge." Robert Christgau apresentou uma crítica mista, afirmando que "a banda Cotton Mather o fez entender que, quando o Oasis dizem que amam os Beatles, significa que eles amam o período pós-Help! (1965) e pré-Sgt. Pepper's Lonely Hearts Club Band (1967)." Na revista PopMatters, com uma avaliação de sete, Jeff Vrabel afirma que "Stop the Clocks termina ao som de uma banda que, invejavelmente, nunca teve que considerar uma limitação criteriosa do seu estilo sonoro."
Em sua avaliação de 6,5, Ryan Dombal da Pitchfork Media, publicou que a coletânea "prova amplamente o que os fãs já sabem: o Oasis estava em seu auge quando estavam em ascensão. Sua ascendência, em meados da década de 1990, fornece adequadamente uma retrospectiva de quase 80% desse material." Preston Jones, da Slant Magazine, escreveu uma favorável revisão de quatro estrelas, publicou que "a gravação, apesar da desnecessária divisão em dois CDs, o álbum duplo é repleto de grandes canções uma após a outra [...] Incluindo sabiamente as melhores músicas do álbum Don't Believe the Truth (2005), com "Lyla" e "The Importance of Being Idle", Stop the Clocks é simultaneamente uma introdução excelente para quem desconhece a banda e um mixtape inteligentemente criado para os fiéis do grupo." John Robinson, da revista Uncut, foi mais rigoroso, aplicando uma nota de 2,5 estrelas e afirmando que "efetivamente, uma coleção que reúne os momentos favoritos de Noel a partir de uma classificação da banda, tão fortemente ponderada a favor do material inicial do Oasis (14 das 18 faixas vêm dos primeiros álbuns e lados B contemporâneos), torna silenciosamente explícita o que seus fãs suspeitam há muito tempo. Apesar de abraçar o paradigma do rock ‘n’ roll, o Oasis nunca se esgotou — em vez disso, eles se dispersam."

### Legado
Em homenagem ao artista plástico Peter Blake, as ruas da área de Ebbsfleet, Inglaterra, foram nomeadas com os títulos de vários álbuns em que ele trabalhou, entre eles Stop the Clocks. Avenidas de um conjunto habitacional receberam nomes de álbuns icônicos de rock e pop.

## Desempenho comercial
No Reino Unido, Stop the Clocks estreou na segunda posição da UK Albums Chart. Além disso, vendeu cerca de 1,5 milhão de cópias e recebeu cinco classificações de platina pela British Phonographic Industry. No Japão, vendeu cem mil exemplares e alcançou o topo das paradas da Oricon; recebeu certificação de ouro pela Recording Industry Association of Japan (RIAJ). Nos Estados Unidos, seu desempenho não foi registrado em nenhuma parada musical do país. No entanto, a versão EP alcançou a 89.ª posição pela Billboard 200. Também esteve presente nas paradas de vários países, com destaque para a Irlanda, onde, além de chegar à segunda colocação, conseguiu ganhar quatro vezes a certificação de platina pela Irish Recorded Music Association (IRMA).

## Lista de faixas
Todas as letras escritas por Noel Gallagher — exceto a canção "Songbird", escrita por Liam Gallagher, todas as músicas compostas por Oasis.
| CD 1           |                                |                                          |         |  |
| N.º            | Título                         | Origem da canção:                        | Duração |  |
| 1.             | "Rock 'N' Roll Star"           | Definitely Maybe (1994)                  | 5:20    |  |
| 2.             | "Some Might Say"               | (What's the Story) Morning Glory? (1995) | 5:10    |  |
| 3.             | "Talk Tonight"                 | The Masterplan (1998)                    | 4:19    |  |
| 4.             | "Lyla"                         | Don't Believe the Truth (2005)           | 5:11    |  |
| 5.             | "The Importance of Being Idle" | Don't Believe the Truth (2005)           | 3:41    |  |
| 6.             | "Wonderwall"                   | (What's the Story) Morning Glory? (1995) | 4:18    |  |
| 7.             | "Slide Away"                   | Definitely Maybe (1994)                  | 6:14    |  |
| 8.             | "Cigarettes & Alcohol"         | Definitely Maybe (1994)                  | 4:48    |  |
| 9.             | "The Masterplan"               | "Wonderwall" (1995)                      | 5:20    |  |
| Duração total: | Duração total:                 | Duração total:                           | 44:35   |  |

| CD 2           |                            |                                           |         |  |
| N.º            | Título                     | Origem da canção:                         | Duração |  |
| 1.             | "Live Forever"             | Definitely Maybe (1994)                   | 4:36    |  |
| 2.             | "Acquiesce"                | "Some Might Say" (1995)                   | 4:23    |  |
| 3.             | "Supersonic"               | Definitely Maybe (1994)                   | 4:35    |  |
| 4.             | "Half the World Away"      | "Whatever" (1994)                         | 4:15    |  |
| 5.             | "Go Let It Out"            | Standing on the Shoulder of Giants (2000) | 4:41    |  |
| 6.             | "Songbird"                 | Heathen Chemistry (2002)                  | 2:05    |  |
| 7.             | "Morning Glory"            | (What's the Story) Morning Glory? (1995)  | 5:01    |  |
| 8.             | "Champagne Supernova"      | (What's the Story) Morning Glory? (1995)  | 7:29    |  |
| 9.             | "Don't Look Back in Anger" | (What's the Story) Morning Glory? (1995)  | 4:53    |  |
| Duração total: | Duração total:             | Duração total:                            | 42:36   |  |

| Edição lançada no Japão |                     |                                          |         |  |
| N.º                     | Título              | Origem da canção:                        | Duração |  |
| 10.                     | "Roll with It"      | (What's the Story) Morning Glory? (1995) | 4:00    |  |
| 11.                     | "Let There Be Love" | Don't Believe the Truth (2005)           | 5:30    |  |
| Duração total:          | Duração total:      | Duração total:                           | 96:00   |  |

| Faixa bônus no iTunes Store |                 |                                          |         |  |
| N.º                         | Título          | Origem da canção:                        | Duração |  |
| 10.                         | "Morning Glory" | (What's the Story) Morning Glory? (1995) | 5:43    |  |
| Duração total:              | Duração total:  | Duração total:                           | 87:02   |  |

| EP – Best Buy store |                        |         |  |
| N.º                 | Título                 | Duração |  |
| 1.                  | "Acquiesce"            | 4:29    |  |
| 2.                  | "Cigarettes & Alcohol" | 4:38    |  |
| 3.                  | "Some Might Say"       | 5:15    |  |
| 4.                  | "The Masterplan"       | 5:22    |  |
| Duração total:      | Duração total:         | 19:44   |  |

## Paradas e posições
| País/Parada (2006)                | Melhor posição |
| --------------------------------- | -------------- |
| Alemanha (Media Control Charts)   | 54             |
| Austrália (ARIA Charts)           | 34             |
| Áustria (Ö3 Austria Top 40)       | 22             |
| Bélgica (Ultratop 40 Flandres)    | 18             |
| Bélgica (Ultratop 50 Valônia)     | 34             |
| Escócia (Scottish Albums Charts)  | 1              |
| Espanha (PROMUSICAE)              | 42             |
| Estados Unidos (Billboard 200)    | 89             |
| Irlanda (Irish Albums Chart)      | 2              |
| Itália (FIMI)                     | 14             |
| Japão (Oricon)                    | 1              |
| Nova Zelândia (Recorded Music NZ) | 18             |
| Países Baixos (MegaCharts)        | 73             |
| Reino Unido (UK Albums Chart)     | 2              |
| Suécia (Sverigetopplistan)        | 29             |
| Suíça (Schweizer Hitparade)       | 19             |
| País/Parada (2007–10)             | Melhor posição |
| Bélgica (Ultratop 40 Flandres)    | 80             |
| Bélgica (Ultratop 50 Valônia)     | 69             |
| França (SNEP)                     | 127            |
| Países Baixos (MegaCharts)        | 88             |
| Reino Unido (UK Albums Chart)     | 10             |
| Suíça (Schweizer Hitparade)       | 75             |

| País/Parada (2006)            | Posição fixada |
| ----------------------------- | -------------- |
| Irlanda (Irish Albums Chart)  | 18             |
| Japão (Oricon)                | 71             |
| Reino Unido (UK Albums Chart) | 7              |
| País/Parada (2007)            | Posição fixada |
| Reino Unido (UK Albums Chart) | 55             |

## Certificações
| Austrália (ARIA) | Ouro       | 35 000^    |
| Canadá (Music Canada)                                                                                                  | Ouro       | 50 000^    |
| Irlanda (IRMA) | 4x Platina | 60 000x    |
| Japão (RIAJ) | Ouro       | 100 000^   |
| Nova Zelândia (Recorded Music NZ)                                                                                      | Ouro       | 7 500^     |
| Reino Unido (BPI) | Ouro       | 1 500 000^ |
| ^ Valores enviados com base em certificação individual x Números não especificados com base em certificação individual |            |            |

## Créditos
Créditos adaptados do encarte do álbum e no Allmusic.
Oasis
- Liam Gallagher – vocal (faixas 3, 5, 9, 13 e 18)  ·  violão (faixa 15)  ·  pandeiro
- Noel Gallagher – guitarra  ·  vocal (faixas 3, 5, 9, 11, 13 e 18)  ·  vocal de apoio (faixas 1, 2, 6, 7, 14 e 16)  ·  piano  ·  teclado eletromecânico polifônico  ·  baixo (faixa 6)
- Paul Arthurs – guitarra  ·  piano  ·  teclado eletromecânico polifônico (faixas 1–3, 6–13 e 16–18)
- Paul McGuigan – baixo (faixas 1–3, 7–12 e 16–18)
- Gem Archer –  guitarras  ·  teclado (faixas 4, 5 e 15)
- Andy Bell – baixo (faixas 4, 5 e 15)
- Tony McCarroll – bateria (faixas 1, 2, 7, 8, 10 e 12)
- Alan White – bateria (faixas 3–6, 9, 11, 14, 16–18)
- Zak Starkey – bateria (faixas 4 e 5)

Técnica
- Liam Gallagher – composição
- Noel Gallagher – direção de arte  ·  composição  ·  produção
- David Batchelor – produção
- Peter Blake – capa do álbum
- Ian Cooper – remasterização
- Mark Coyle – mixagem  ·  produção
- Steve Double – fotografia
- Jill Furmanovsky – fotografia
- Simon Halfon – direção de arte
- Owen Morris – direção de arte
- Sylvia Patterson – encarte
- Dave Sardy – mixagem  ·  produção
- Andrew Smith – encarte
- Pennie Smith – fotografia
- Mark "Spike" Stent – mixagem  ·  produção
- Lawrence Watson – fotografia